# Haus-Knipp-Eisenbahnbrücke
De Haus-Knipp-Eisenbahnbrücke is een spoorbrug over de Rijn bij de Duitse stad Duisburg. De vakwerkbrug is onderdeel van de spoorlijn Moers Meerbeck - Oberhausen Walzwerk. De brug werd in 1912 geopend en is 767 meter lang. De brug is vernoemd naar het toenmalige nabijgelegen Haus Knipp, een burcht die in 1939 is afgebroken.